# Fabio Jakobsen
Fabio Jakobsen (født 31. august 1996) er en hollandsk cykelrytter som cykler for Team Picnic-PostNL fra 2018 efter at have cyklet for SEG Racing Academy fra 2015 til 2017. I 2017 vandt han etaper i  Tour de l'Avenir,  Tour de Normandie og Tour Alsace. I sit første år som professionel vandt han blandt andet Nokere Koerse og Scheldeprijs..
Jakobsen er opkaldt efter cykelrytteren Fabio Casartelli, som omkom under Tour de France 1995.
I august 2020 under Polen Rundt blev Jakobsen alvorligt skadet i en højhastighedskollision med Dylan Groenewegen. Kollisionen resulterede i omfattende skader, herunder brækkede knogler og skader på ansigtet og tænderne, hvilket krævede flere operationer og en lang rehabiliteringsperiode. Jakobsen har dog kæmpet sig tilbage og er nu igen aktiv i cykelsporten.

## Sejre
2016
2. etape, ZLM-Roompot tour
Hollandsk U23-mester på landevej
Slag om Norg
2017
2. etape, Normandiet Rundt
Eschborn-Frankfurt City Loop (U23)
Profronde van Noord-Holland
Hollandsk U23-mester på landevej
5. etape, Tour Alsace
2. etape, Tour de l'Avenir
3. og 4. etape, Olympia's Tour
2018
Nokere Koerse
Scheldeprijs
1. etape, Tour des Fjords
1. etape, BinckBank Tour